# 瓊斯路口 (亞利桑那州)
瓊斯路口（英語：Jones Crossing）是位於美國亞利桑那州可可尼諾縣的一個非建制地區。該地的面積和人口皆未知。

## 地理
瓊斯路口的座標為34°31′47″N 111°17′01″W / 34.52972°N 111.28361°W，而該地的平均海拔高度為2093米（即6867英尺）。